# MediaGoblin
GNU MediaGoblin (auch kurz MediaGoblin oder GMG genannt) ist eine freie, dezentralisierte Web-Plattform (Server-Software) zum Hosten und teilen verschiedenster digitaler Medien. Bestrebung des Projekts ist es eine erweiterbare, föderierte und Freiheit respektierende Software-Alternative, zu den derzeitigen Hauptpublizierungsdiensten für Media wie zum Beispiel Flickr, DeviantArt und YouTube, zu sein.

## Geschichte
Ihren Ursprung hat die GNU MediaGoblin Software im Jahr 2008, als eine Versammlung der Free Software Foundation stattfand, um über den Weg, den Internetgemeinschaften gehen sollten, zu diskutieren. Der Tenor, der sich in dieser Versammlung bildete, war, dass restriktive und zentralisierte Strukturen technisch und ethisch bedenklich sind, denn diese könnten die Verfügbarkeit des Internets schädigen. Seit dieser Versammlung sind jede Menge Projekte entstanden, die genau das verhindern wollen (wie z. B. Identi.ca, Libre.fm, Diaspora und viele weitere).
Das Programmieren von MediaGoblin selbst begann im März 2011 und die Software wird auch noch heute aktiv weiterentwickelt.
- 24. August 2012: Version 0.3.1 wurde veröffentlicht, es brachte Theming-Support mit
- Von Oktober bis zum 9. November 2012, veranstaltete das Projekt eine crowdfunding-Kampagne durch die FSF.[11][12][13]
- 20. Dezember 2012: Version 0.3.2 wurde veröffentlicht, es brachte Unterstützung für 3D-Modelle, Sammlungen und eine API mit
- 12. März 2013: Version 0.3.3 wurde veröffentlicht, es brachte eine Oberfläche und API-Verbesserungen, sowie das Verhindern vom Verarbeiten nichtbenötigter Videos mit
- 17. Juni 2013: Version 0.4.0 wurde veröffentlicht, es brachte ein neues Plugin-System, Unterstützung für PDF und ODF durch PDF.js bzw. LibreOffice mit. Ebenfalls gab es bereits eine experimentelle Implementation von einer Piwigo-API.[14]
- 5. September 2013: Version 0.5.0 wurde veröffentlicht, es brachte ein Authentifizierungssystem (darunter OpenID und Mozilla Persona), ein Media-Handling und Kommentarbenachrichtigungen mit
- 3. Dezember 2013: Version 0.6.0 wurde veröffentlicht, es brachte web-basierende Administration für Nutzer mit Berechtigungen, Media-Complaint-Handling, nicht interaktive Uploads, Authentifikation via LDAP und nutzerspezifische Disk Quota mit
- 26. August 2014: Version 0.7.0 wurde veröffentlicht, es brachte basierend auf der Pump.io-API implementierten und integriertem Gerüst für ein besseres Responsive-Layout, das Sandy Seventies Speedboat-Theme wurde eingeführt, Hochladen von Batches via Kommandozeile, experimenteller "Blog"-Media-Typ und ein Meta-Plugin mit sich[15]
- 4. Juni 2015: Version 0.8.0 wurde veröffentlicht, es brachte eine Verbesserung der Client-to-Server-API[16]
- 29. März 2016: Version 0.9.0 The Three Goblineers wurde veröffentlicht. U.a. vollständiger Umstieg auf Python 3.[17]

## Design und Features
MediaGoblin ist ein Teil von GNU und sein Code ist unter der GNU Affero General Public License veröffentlicht worden; das bedeutet, dass es sich zu den Prinzipien von Free/Libre Open Source Software bekennt. Das Copyright für alles andere (z. B. Design und Logo) steht unter Public Domain. Christopher Allan Webber, der Hauptentwickler, erfand den Namen "MediaGoblin", welcher im Englischen auch einen Wortwitz bildet mit dem Begriff "gobbling". Das Projekt-Maskottchen ist ein lila gefärbter Goblin mit dem Namen Gavroche (eine Anspielung auf das Buch „Die Elenden“); er trägt Kleider, die zu einem stereotypischen Künstler passen.
Die Hauptseite zeigt ein Banner oberhalb mit MediaGoblin's Schriftart und einen Bereich zur Authentifikation für Nutzer. Der übrige Platz wird genutzt, um Thumbnails der letzten Beiträge zu zeigen. Jeder Nutzer hat ein persönliches Profil, das zwei vertikale Sektionen umfasst – einen für das Hochladen (die als Galerie gestaltet ist) und einen für die anpassbare Text-Box. Zum Zeigen von Media fokussiert sich die Plattform auf das Werk selbst, anstatt es mit Optionen und Knöpfen zu überschwemmen. Trotzdem können Kommentare unter den Kunstwerkbeschreibungen hinzugefügt werden. Einige andere Features wie Metadaten, Theming, Creative Commons Lizenzierung und GPS Unterstützung können als separate Plug-Ins aktiviert werden, um so die Nutzung von GNU MediaGoblin zu bereichern.

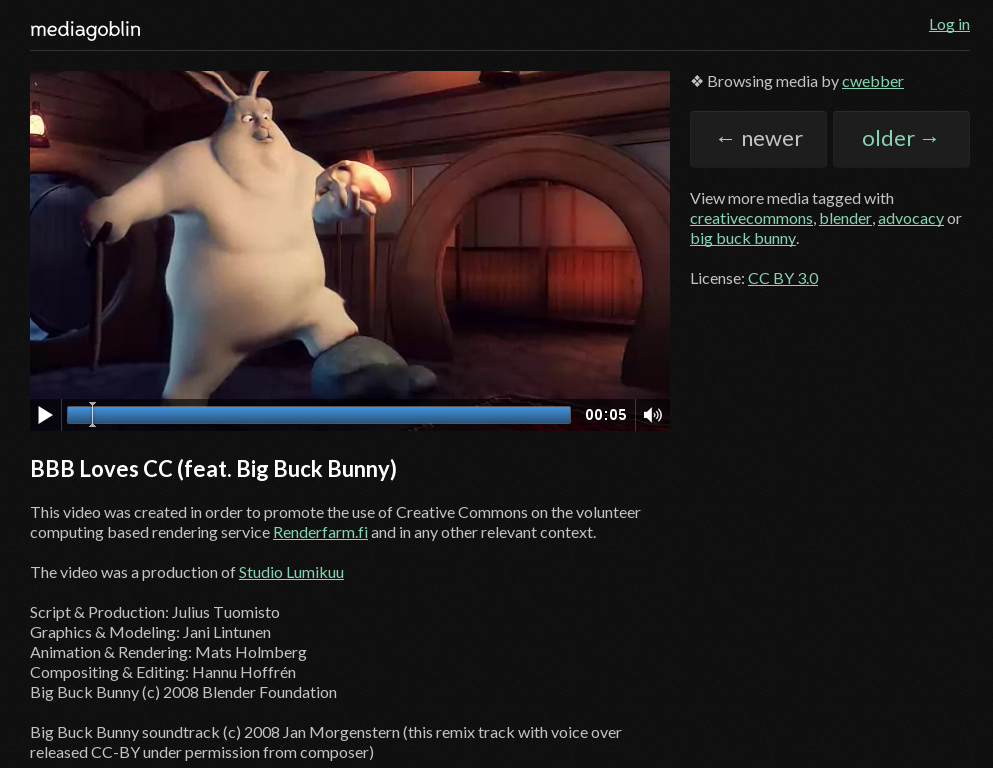
MediaGoblin Lizenzoptionen, gezeigt anhand von Big Buck Bunny.

Die Plattform hostet und zeigt erfolgreich viele Sorten von Medien:
- Ab Version 0.3.1 beinhaltet es die Unterstützung für plain text (ASCII-Art), Bilderformate wie (PNG und JPEG).
- HTML5-Fähigkeiten werden weitgehende zum Abspielen von Videos und/oder Ton die WebM beinhalten genutzt, wohingegen FLAC, WAV und MP3-Uploads automatisch zu Vorbis transkodiert und dann verschachtelt in WebM wird.[21]
- 3D Modellunterstützung (Vorschau und Renderisierung) wurde am 22. Oktober 2012 hinzugefügt und wird erzielt durch HTML5 Canvas, Thingiview, WebGL und Blender.[22][23]